# Pandu Mehwas
Pandu Mehwas fou un grup de 24 estats tributaris protegits (inicialment només 21, però a final del segle XIX es van unir els tres estats de la suprimida divisió de Dorka Mehwas) que formaven una de les divisions territorials de l'agència de Rewa Kantha a la presidència de Bombai. La superfície era de 357 o 381 km² i la població el 1872 de 20.284 habitants i el 1881 de 20.312, en 36 pobles. Els ingressos totals estimats eren d'11.000 lliures.
Els estats s'estenien al llarg del riu Mahi en una línia estreta que durava uns 95 km. El clima era calorós; els cultius principals eren arròs, mill, i canya de sucre. Les castes principals eren kolis, bariyes i rajputs; alguns musulmans eren terratinents. La regió era comparativament la més pobre de l'Índia.